# Safran Aircraft Engines
 (juillet 2017).
Si vous disposez d'ouvrages ou d'articles de référence ou si vous connaissez des sites web de qualité traitant du thème abordé ici, merci de compléter l'article en donnant les références utiles à sa vérifiabilité et en les liant à la section « Notes et références ».
Safran Aircraft Engines, anciennement S.N.E.C.M.A. société nationale d'étude et de construction de moteurs d'aviation puis Snecma, est une société française du groupe Safran, spécialisée dans l'étude et la fabrication de moteurs pour l'industrie aéronautique et spatiale. Motoriste de premier rang, Safran Aircraft Engines conçoit, développe, produit et commercialise, seul ou en coopération, des moteurs pour avions civils et militaires, pour lanceurs spatiaux et satellites. Safran Aircraft Engines équipe l'ensemble des avions de chasse français comme le Rafale avec son moteur M88 ou le Mirage 2000 avec son moteur M53. Avec General Electric, Safran Aircraft Engines a créé la coentreprise CFM International qui motorise aussi bien les avions Airbus que les avions Boeing.

## Historique
La Société nationale d'étude et de construction de moteurs d'aviation (S.N.E.C.M.A.) est créée le 29 mai 1945 par la nationalisation de la société Gnome et Rhône,,. La société dispose alors d'usines à Paris (boulevard Kellermann), Gennevilliers, Arnage, Argenteuil (ex Lorraine-Dietrich), auxquels s'ajoutent les usines de Boulogne-Billancourt des Ateliers aéronautiques de Billancourt , d'Issy-les-Moulineaux des Avions Voisin et de Suresnes du Groupe d'études de moteurs à huile lourde.
Cette nationalisation n'avait pu intervenir avant la guerre, faute de crédits suffisants, mais est intervenue dès la Libération, compte tenu du fait que Gnome et Rhône avait largement travaillé pour la machine de guerre allemande. En 1946, la division moteur de Caudron-Renault est rattachée à la SNECMA à la suite de la nationalisation de Renault. La SNECMA était alors jugée peu efficace et peu moderne et devra, étonnamment, sa modernisation post-guerre à un ingénieur allemand, Hermann Östrich. La SNECMA récupère également l'usine de Boulogne-Billancourt (anciennement usine Farman puis SNCAC) en partie détruite par des bombardements américains en 1943.
Une des premières activités de la SNECMA est la production de moteurs à pistons développés par Gnome et Rhône et par l'Allemagne durant la guerre. Le SNECMA 12S est notamment issu de l'Argus As 411, et destiné au Breguet 892 et au Dassault Flamant. Toutefois l'échec commercial du SNECMA 14R entraîna la fermeture de l'usine d’Argenteuil en 1949, rachetée conjointement en 1951 par Potez et Dassault,..

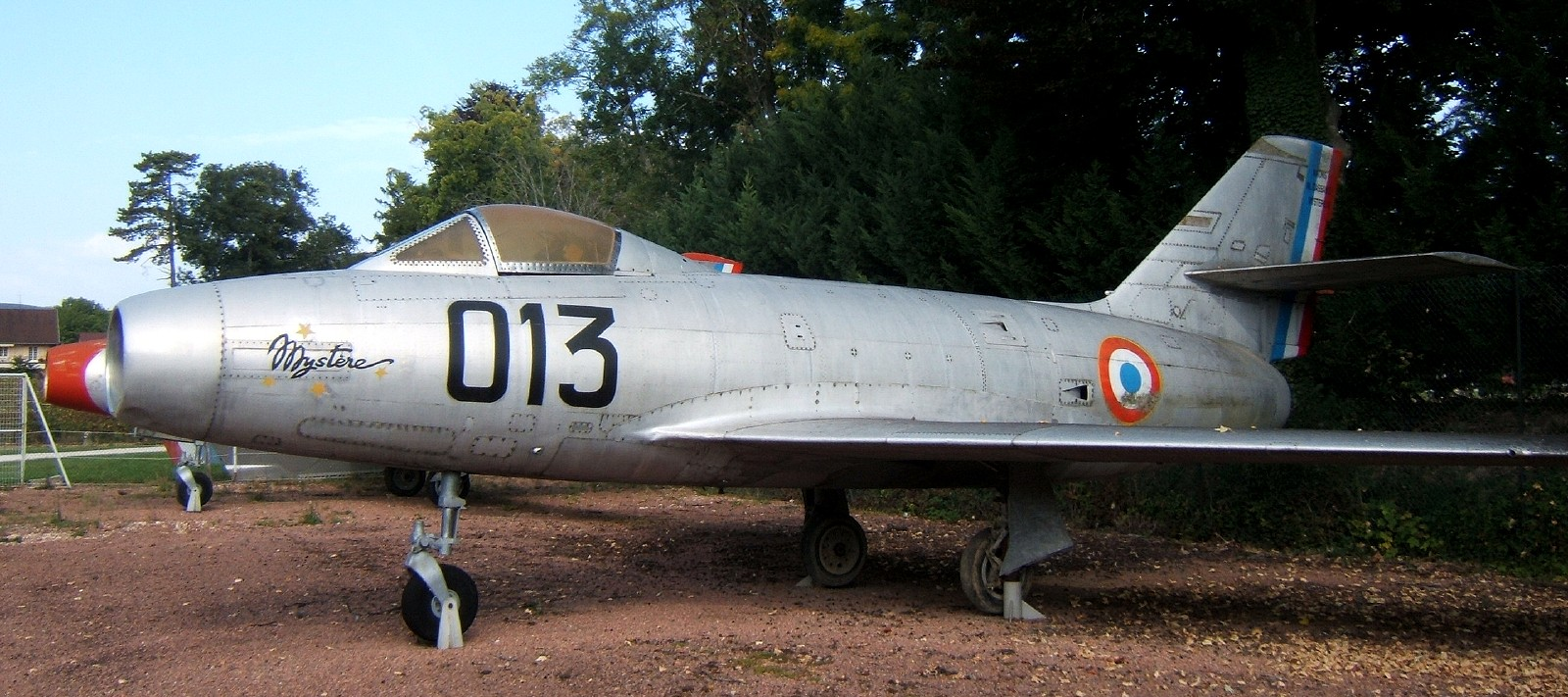
Le Dassault Mystère IIB, premier avion à être équipé du réacteur Atar.

À la fin de la Seconde Guerre mondiale, alors que les États-Unis lancent l'opération Lusty et les Britanniques l'opération Backfire visant à récupérer la technologie aéronautique allemande, la France récupère une centaine de techniciens et ingénieurs allemands ayant travaillé sur le développement du BMW 003. Une unité (l'Atelier technique aéronautique de Rickenbach), basé à Lindau dans la zone d'occupation française est formée. En 1946, ils sont installés à Decize avec leurs familles. En 1950, les premiers essais en vol finalisent le développement du réacteur Atar, premier turboréacteur entièrement français (les réacteurs Hispano-Suiza Nene et Verdon étant conçus par Rolls-Royce et fabriqués sous licence).
De 1961 à 1968, un vaste programme de déménagement du site parisien du boulevard Kellermann est lancé, notamment vers la nouvelle usine de Corbeil. En 1970, Snecma acquiert Hispano-Suiza, le concurrent français historique.

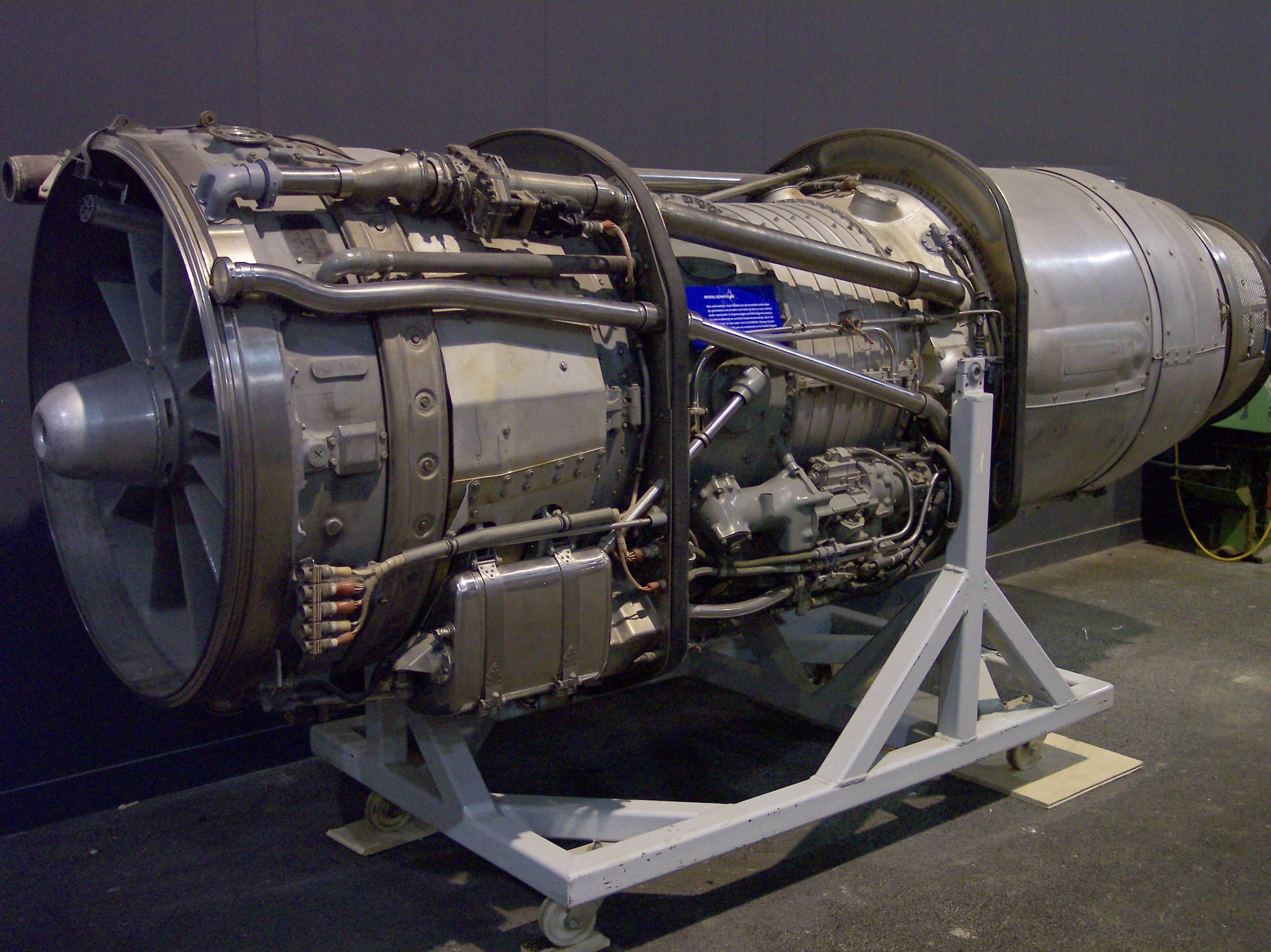
Rolls-Royce/Snecma Olympus 593, pour le Concorde.

Le 29 novembre 1962 fut signé l'accord pour le développement franco-britannique du Concorde. Bristol Aero Engines (racheté par Rolls-Royce en 1966) et Snecma furent chargé de développer le turboréacteur dérivé du Bristol Olympus 593.

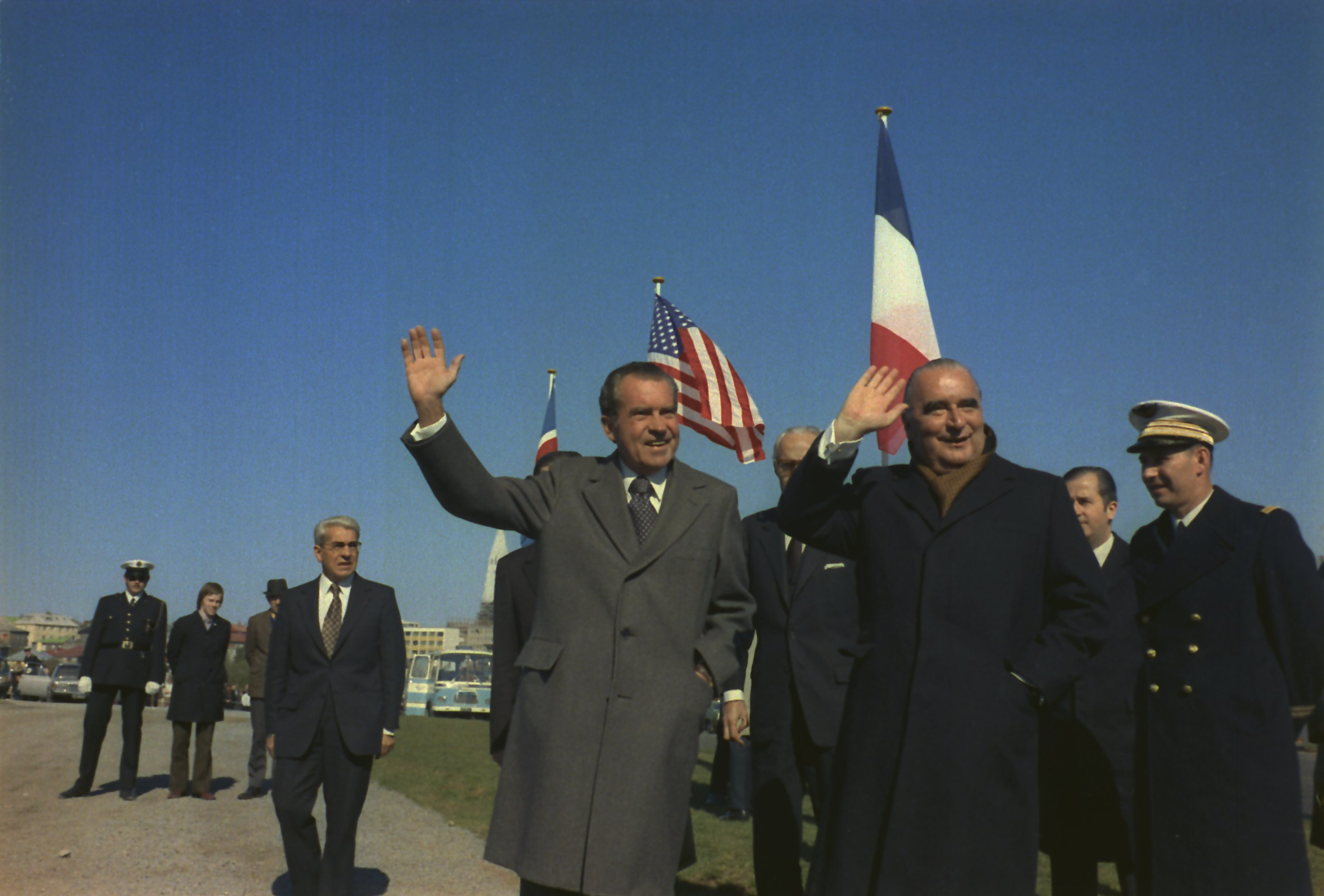
Les présidents Nixon et Pompidou à Reykjavik en mai 1973.

En 1973, lors du sommet franco-américain à Reykjavik, les présidents Richard Nixon et Georges Pompidou annoncent la création d'une coentreprise (CFM International) qui permettra la conception commune entre General Electric et Snecma du réacteur civil CFM56. En 1975, la SOCHATA, filiale d'Hispano-Suiza, est regroupée avec la division réparation de Snecma localisée à Boulogne-Billancourt au sein d'une filiale nommée Sochata-Snecma.
Dans les années 1980, différents désaccords entravent la conception d'un avion de chasse européen. Ils conduiront au développement du Dassault Rafale équipé du Snecma M88 en France et de l'Eurofighter Typhoon équipé de l'Eurojet EJ200 réunissant le Royaume-Uni, l'Allemagne de l'Ouest, l'Espagne et l'Italie.
En 1990, l'usine de Boulogne-Billancourt est fermée et transférée à Saint-Quentin-en-Yvelines. À la suite de mauvais résultats financiers en 1994, un vaste plan de réorganisation est mis en place. L'usine de Suresnes, où se localisait la division électronique de Snecma dite ELECMA, est fermée et l'activité transférée à Villaroche. Le site historique de la filiale Hispano-Suiza à Bois-Colombes est également transféré à Gennevilliers et Colombes.
Snecma construit aussi des moteurs pour des lanceurs et des satellites, entre 1997 (date de l'absorption de la Société européenne de propulsion) et 2015 (date de la création d'ArianeGroup). La propulsion des satellites fait encore partie de Safran en 2017.
En 2000, une structure de holding prenant le nom de Groupe Snecma est mise en place pour gérer l'ensemble des participations dans ces diverses entités. La société prend alors le nom de Snecma Moteurs. Elle reprendra son nom de Snecma lors de la fusion du Groupe Snecma avec Sagem en 2005 pour donner Safran.
En 2008, un nouvel accord, sur le modèle du CFM56, lance le développement du nouveau réacteur LEAP en collaboration avec General Electric.
Le 1er février 2009, Snecma et Snecma Services réunissent leurs activités. Snecma Services devient la division MRO de Snecma. L’entité Systèmes de régulation moteurs est transférée d’Hispano-Suiza (Groupe Safran) vers Snecma.
Le 19 mai 2016, Snecma est renommé Safran Aircraft Engines (SAE). En 2018, SMA Engines qui produit le moteur à piston SR305-230E fusionne au sein de SAE.
Le 6 février 2019, Safran Aircraft Engines et le motoriste allemand MTU Aero Engines signent un accord de coopération pour le développement de nouveaux moteurs à réaction pour le futur avion (SCAF).

Évolution des logo de l'entreprise
Logo avant 2005.
Logo Snecma en usage de 2005 à 2012.
Logo de 2010 à 2018.

## Produits et services
En 2006, le secteur civil représente 78,2 % du chiffre d'affaires, le militaire 12,5 % et le spatial 6,4 % (divers : 2,9 %).
Safran Aircraft Engines a une activité très internationale puisque le marché français ne représente que 31,5 % de ses ventes. Le reste se répartit entre l'Europe (hors France) 23,5 %, les États-Unis 27 %, l'Asie 7 % et le reste du monde 11 %. Les implantations industrielles se répartissent dans seize pays. Depuis les années 1970-1980, Snecma maintient un partenariat solide avec General Electric dans le secteur des moteurs pour avions civils : Coopération via CFM International pour le programme CFM56, et en sous-traitance pour le programme General Electric GE90 (moteur à forte puissance). Snecma a de nombreuses filiales à l'étranger et notamment en pays émergents (Snecma India, Snecma China, Snecma Morocco, etc.).
Sa clientèle est constituée de nombreux constructeurs aéronautiques, parmi lesquels tous les plus grands, et de plus de cinq cents compagnies aériennes pour la motorisation de leurs appareils.

### Moteurs civils

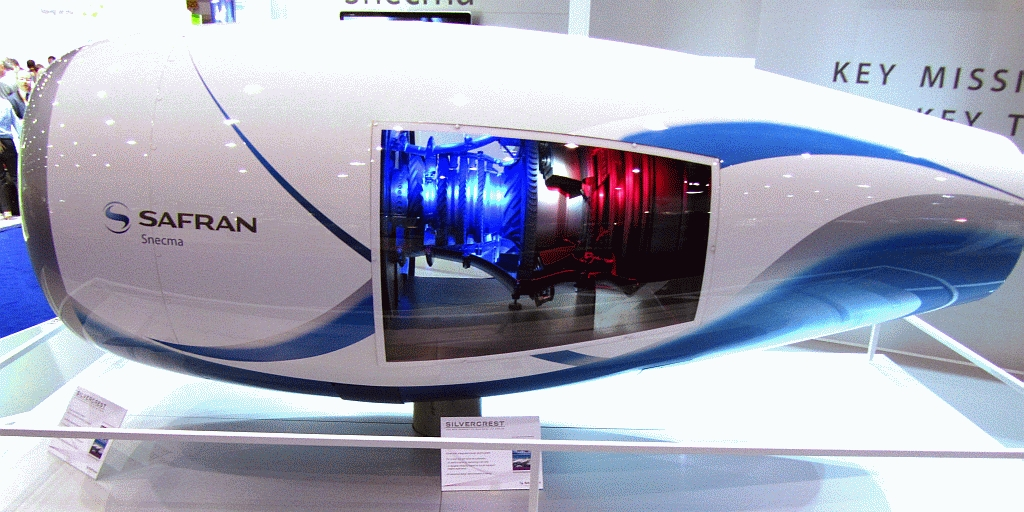
Silvercrest.

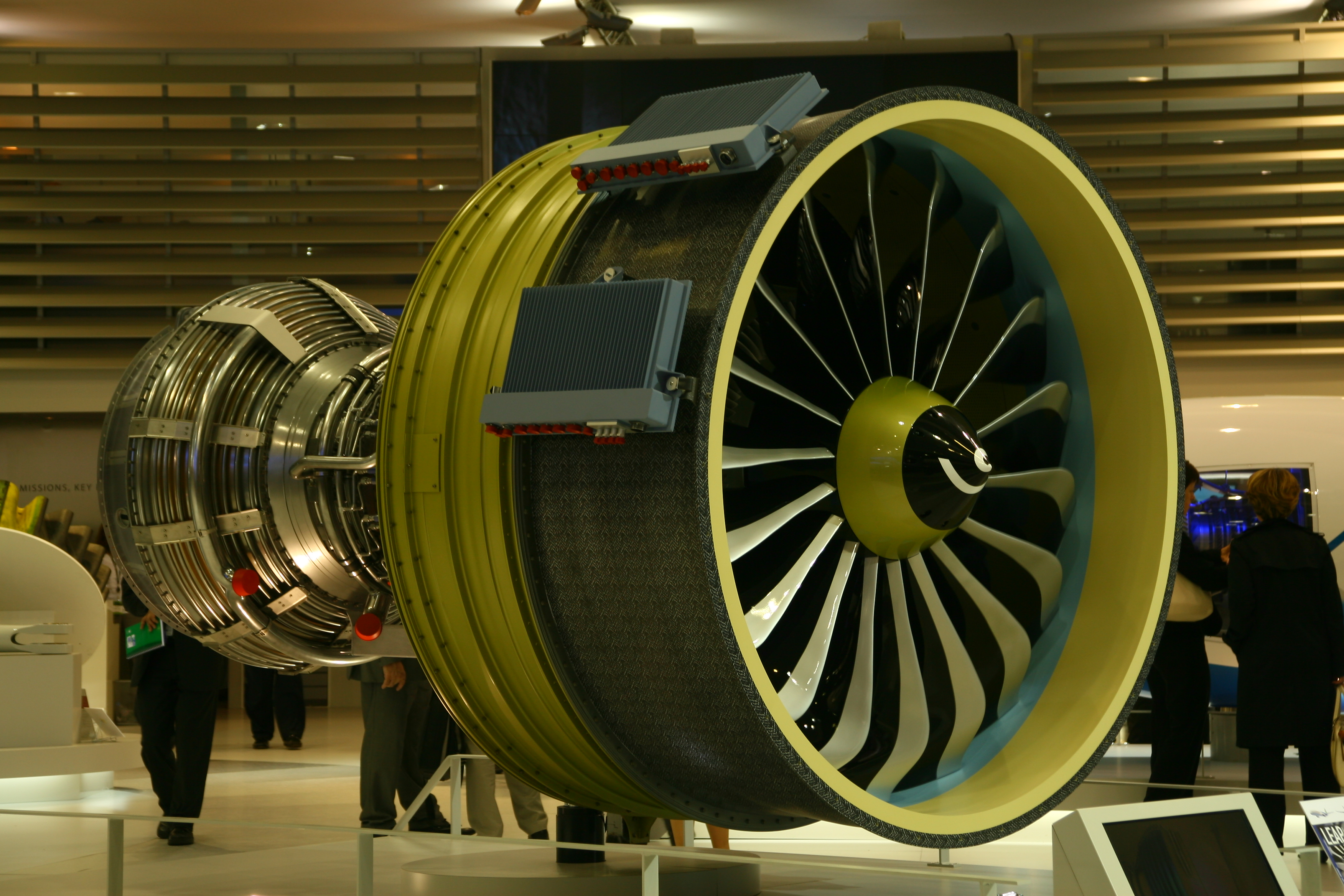
CFM International LEAP-X.

Safran Aircraft Engines développe, produit et commercialise la famille des CFM56, moteurs civils les plus vendus au monde, au sein de CFM International (détenue à 50/50 avec GE). CFM a développé le LEAP, moteur de nouvelle génération, qui équipera l'A320neo d'Airbus, le C919 de Comac et le Boeing 737 MAX (pour lequel il est le moteur exclusif). 8 900 commandes ont été passées pour le LEAP en 2015 alors que sa production en série est prévue pour 2016. Dans cette association avec GE, Safran Aircraft Engines est responsable des modules « Fan et Booster », « Turbine basse pression » et « Transmission de puissance ».
Safran Aircraft Engines produit le SaM146, au sein de PowerJet, pour l'aviation régionale et prépare le Silvercrest, destiné au marché de l'aviation d'affaires.
Moteurs aéronautiques civils, classés par ordre croissant de poussée
- Silvercrest (51 kN), turboréacteur destiné aux avions d'affaires, notamment le Cessna Citation Hemisphere (sous-traitance effectuée par Turboméca).
- PowerJet SaM146 (77 kN), turboréacteur pour avions régionaux, notamment le Sukhoï Superjet 100 (part de Safran Aircraft Engines : 50 %).
- CFM International CFM56 (82 à 151 kN), famille de turboréacteurs d'avion civil et d'avions ravitailleurs, tels qu'Airbus A320, A340-200/-300 ou Boeing 737 (part de Safran Aircraft Engines : 50 %).
- CFM International LEAP, famille de turboréacteurs d'avion civil tels qu'Airbus A320neo (LEAP-1A), Boeing 737 MAX (LEAP-1B) et Comac C919 (LEAP-1C) (part de Safran Aircraft Engines : 50 %).

Safran Aircraft Engines est également partenaire de GE pour les moteurs de forte puissance :
- General Electric CF6 (234,1 à 274,23 kN), turboréacteur d'avion long courrier, comme les Airbus A330 ou les Boeing 747.
- General Electric GEnx (245 à 311 kN), turboréacteur de la classe des moteurs de forte puissance (MFP), spécialement construit pour le Boeing 747-8 et le Boeing 787 (part de Safran Aircraft Engines : 3 %).
- Engine Alliance GP7200 (363 kN), turboréacteur de la classe des moteurs de forte puissance (MFP), spécialement construit pour l'Airbus A380 (part de Safran Aircraft Engines : 10 %).
- General Electric GE90 (330 à 510 kN), turboréacteur de la classe des moteurs de forte puissance (MFP), spécialement construit pour le Boeing 777 (part de Safran Aircraft Engines : 23,5 %).

Depuis la création de la société, d'autres réacteurs ont également vu leur production s'arrêter en raison de leur obsolescence :
- Rolls-Royce/SNECMA M45H, turboréacteur développé en collaboration avec Rolls-Royce
- Olympus 593, turboréacteur développé en collaboration avec Rolls-Royce destiné au Concorde

### Moteurs militaires

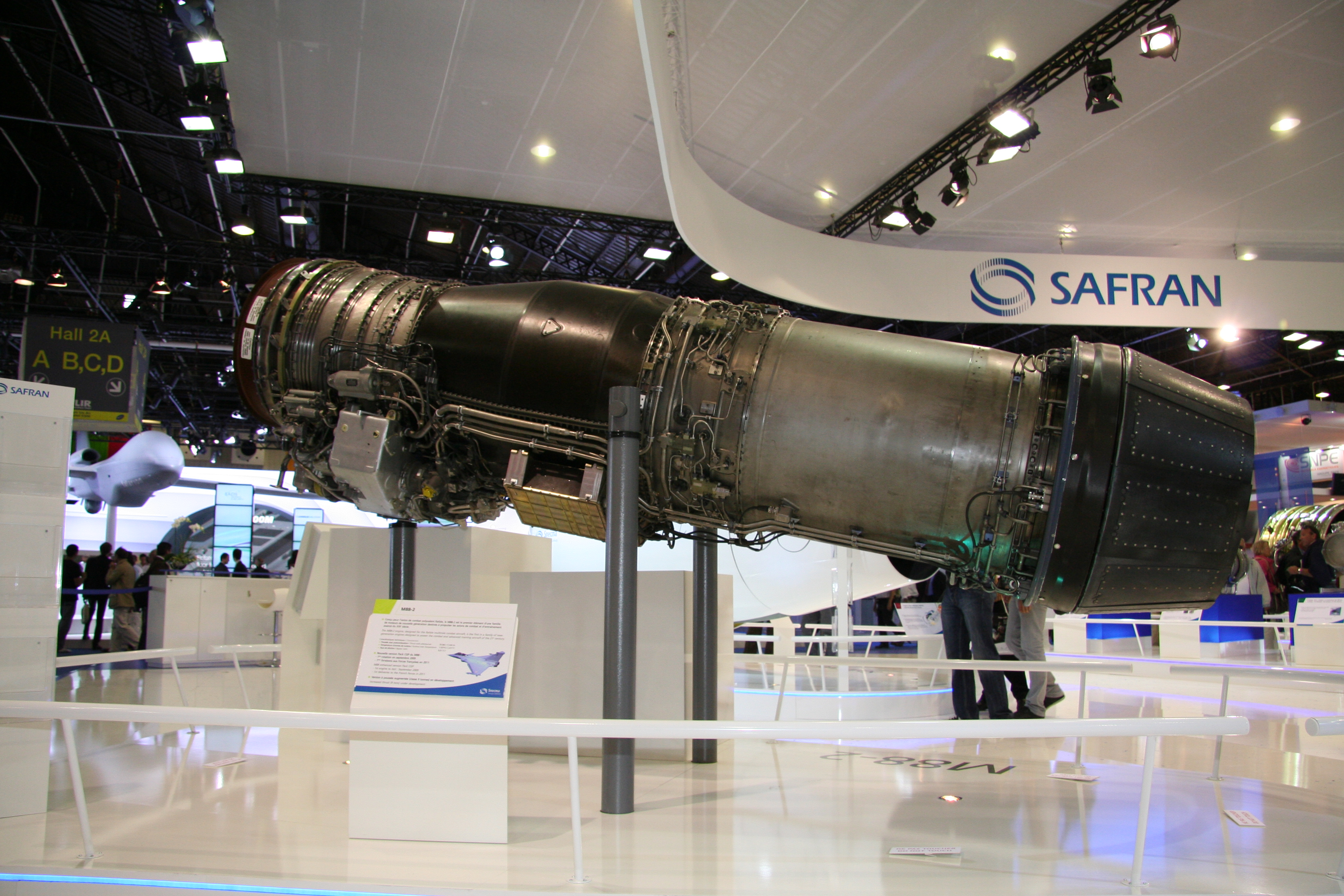
Snecma M88.

Safran Aircraft Engines conçoit, développe, produit et commercialise des moteurs pour 20 types d'avions de combat, d'entraînement et de transport militaire au service des armées de plus de 40 pays.
- Atar (1950), turboréacteur des Dassault Mirage III, 5, 50, IV et F1, et du Dassault Super-Étendard.
- Snecma-Turbomeca Larzac (1973), turboréacteur du Dassault Aviation - Dornier Alpha Jet.
- Snecma M53 (1973), turboréacteur du Dassault Mirage 2000.
- Snecma M88-2 (1990), turboréacteur des Dassault Rafale.
- TP400 (2009), turbopropulseur de l'Airbus A400M (part de Safran Aircraft Engines : 28 %).

SAE produit ou a produit également des moteurs militaires dont la conception est antérieure à la société ou sous licence :
- Snecma 12S / 12T, moteur à pistons issu de l'Argus As 411
- Snecma 14X, moteur à pistons issu du Gnome et Rhône 14M
- Rolls-Royce RB.109 Tyne, turbopropulseur des Aérospatiale MBB C-160 Transall et Dassault Aviation Breguet Atlantic, sous licence Rolls-Royce.

### Moteurs spatiaux

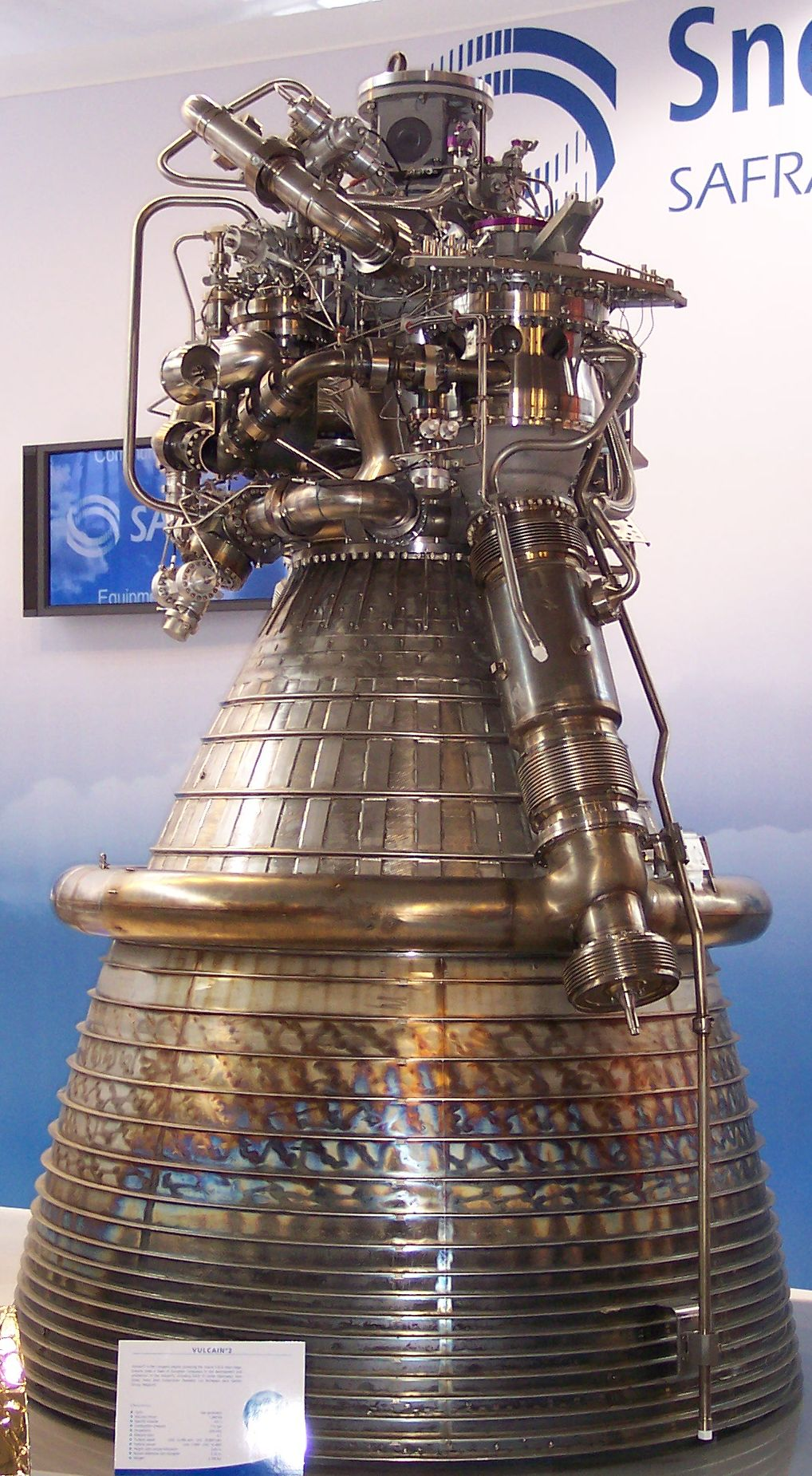
Moteur Vulcain produit aujourd'hui par ArianeGroup.

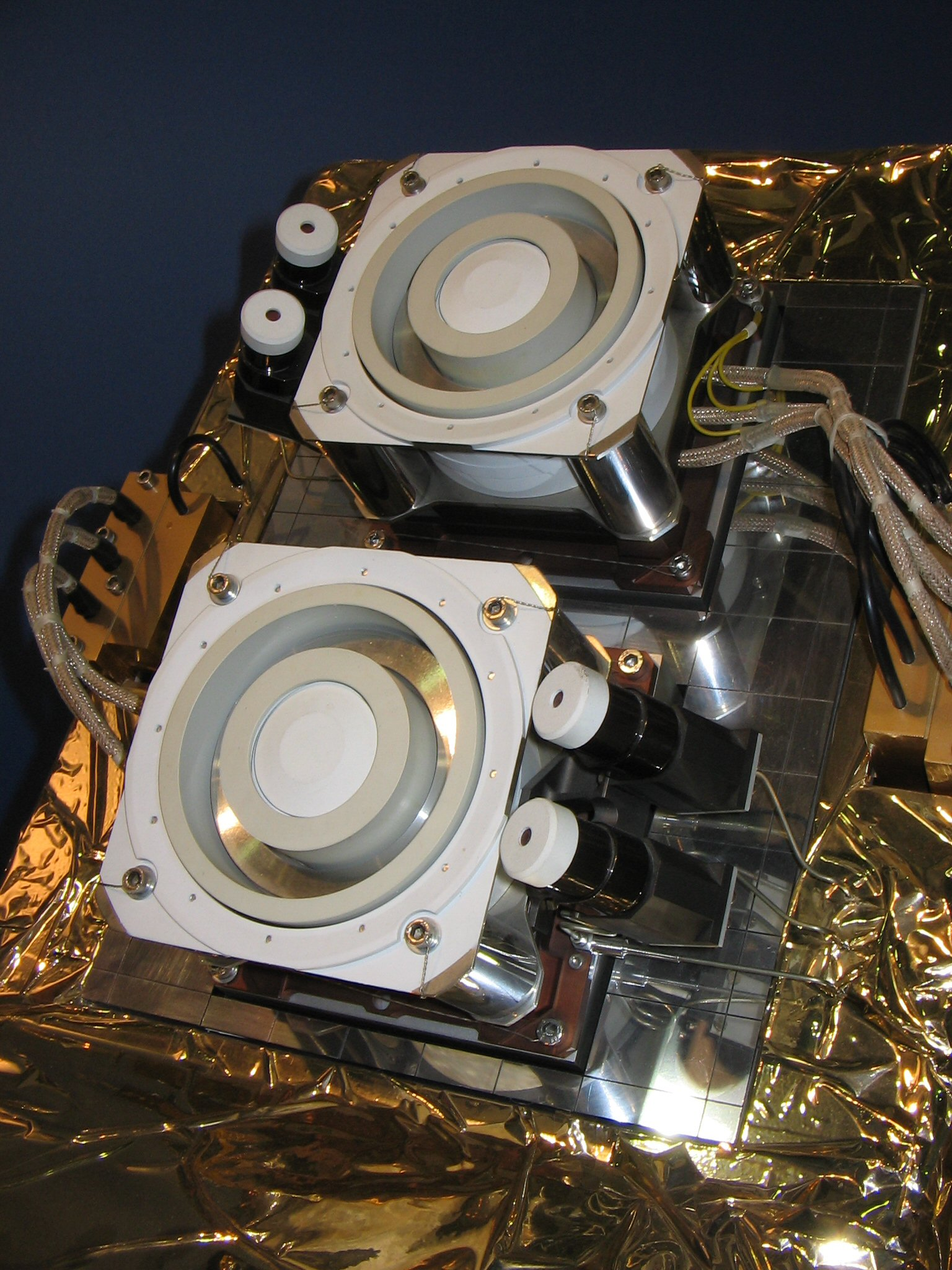
PPS-1350.

- PPS-1350, moteur plasmique (propulseur à effet Hall) pour sonde ou satellite, utilisé sur la sonde SMART-1.

### Turbines à gaz industrielles
- LM6000, turbine à gaz industrielle, dérivée du moteur General Electric CF6. Participation de Safran Aircraft Engines aux moteurs PA, PB, PC, PD, PF, PG, PH & PH+. Part de Safran Aircraft Engines : 12 %)

### Services
Via son réseau international, Safran Aircraft Engines propose aux compagnies aériennes, aux forces armées et aux opérateurs d'avions une gamme complète de services : maintenance de moteurs, réparation de composants et distribution de pièces de rechange.

## Présidents-directeurs généraux
- Marcel Weil : 1945-1949
- Henri Desbruères : 1949-1964
- Jean Blancard : 1964-1968
- Jacques Lamy : 1968-1971
- René Ravaud : 1971-1982
- Jacques Bénichou : 1982-1987
- Général Bernard Capillon : 1987-1989
- Louis Gallois : 1989-1992
- Gérard Renon : 1992-1994
- Bernard Dufour : 1994 - juin 1996
- Jean-Paul Béchat : juin 1996 - 2000
- Dominique Paris : 2000-2002
- Jean-Paul Herteman : 2002-2004
- Marc Ventre : 2004-2006
- Philippe Petitcolin : administrateur-directeur général, 2015-fin 2020.
- Pierre Fabre
- Olivier Andriès : administrateur-directeur général depuis le 1er janvier 2021[12].
- Jean-Paul Alary
- Stéphane Cueille : mars 2025

## Établissements de Safran Aircraft Engines en France
| Site                      | Effectif | Activité |
| ------------------------- | -------- | --- |
| Évry-Courcouronnes        | 100      | Siège |
| Bordeaux                  | 15       | Soutien client sur les Moteurs Militaires (création en 2015)                                                                                 |

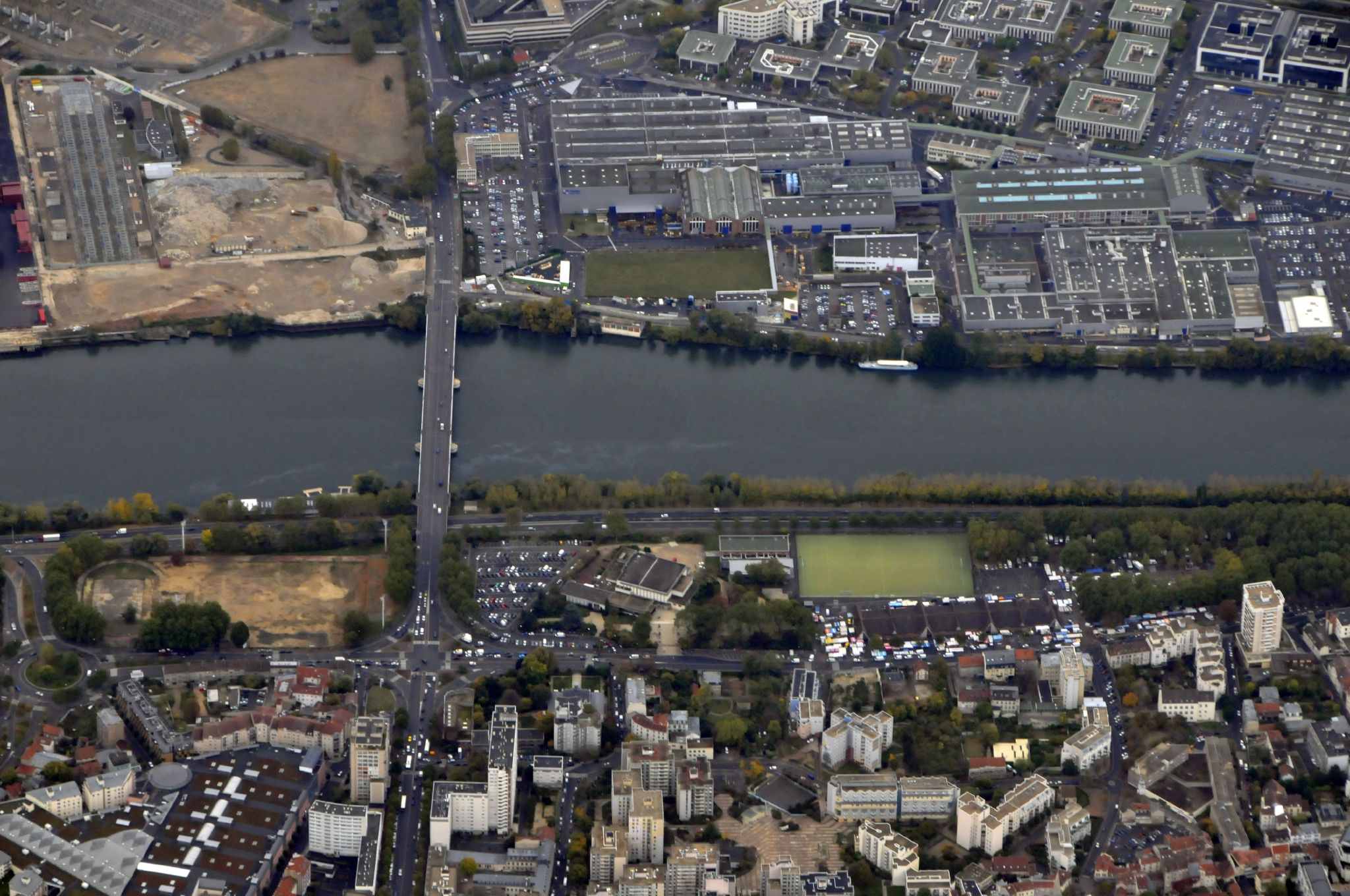
L'usine de Colombes, dans le port de Gennevilliers

| Châtellerault             | 680      | Maintenance et réparation des moteurs militaires                                                                                             |
| Évry - Corbeil            | 2900     | Usinage pièces tournantes, aubes de compresseur, corps haute pression, unités opérationnelles et fonctionnelles                              |
| Gennevilliers             | 1800     | Forge pièces tournantes, fabrication aubes FAN, fonderie et usinage aubes de turbine                                                         |
| Istres                    | 90       | Essais au sol et en vol des réacteurs |
| Kourou                    | 30       | Assistance technique aux vols spatiaux |
| Le Creusot                | 200      | Usinage disques de turbines basse pression                                                                                                   |
| Montereau-sur-le-Jard     | 620      | Support après vente et assistance technique, pilotage des activités de maintenance et réparation, pilotage des rechanges, école de formation |
| Saint-Quentin-en-Yvelines | 690      | Maintenance et réparation des moteurs civils                                                                                                 |
| Vernon                    | 100      | Conception et production de moteurs-fusées à ergols liquides                                                                                 |
| Villaroche                | 4000     | Assemblage et tests moteurs civils et militaires, Conception, Marketing, Vente                                                               |

| Bordeaux Châtellerault Istres Le Creusot Vernon Localisation des sites en France |

| Courcouronnes Corbeil Gennevilliers Montereau-sur-le-Jard Saint-Quentin-en-Yvelines Villaroche Agrandissement de la « grande couronne » |

Anciens sites :
- Suresnes (1945-1996)[14] - anciennement usine Darracq en 1897 puis Talbot[15] et GEHL[16]
- Paris - Boulevard Kellermann (1945-1968) - anciennement usine Gnome et Rhône en 1908
- Argenteuil (1945-1949) - anciennement usine Lorraine-Dietrich en 1907 puis Gnome et Rhône, par la suite Potez et Dassault
- Issy-les-Moulineaux (1945[17]-1958) - anciennement usine Voisin en 1910[18]
- Boulogne-Billancourt (1946-1990) - anciennement usine Farman en 1911
- Arnage (1945-1947) - anciennement usine Gnome et Rhône en 1939
- Decize (1946-1950)
- Le Havre (1963-1977) - aujourd'hui rattaché à Safran Nacelles
- Paris - Porte de Sèvres (1975-2005) - aujourd'hui siège du groupe Safran

## Filiales et sites internationaux

### Établissements de Safran Aircraft Engines - Branche service
Safran Aircraft Engine Services (anciennement Snecma Services) :
- Casablanca (SAE Services Morocco) - Maroc : 200 personnes, maintenance et réparation des moteurs civils
- Bruxelles (SAE Services Brussels) - Belgique : Entretien, réparation et révision des moteurs CFM
- Queretaro (SAE Services Americas) - Mexique : Entretien, réparation et révision des moteurs CFM

### Filiales et coentreprises
- Safran Aircraft Engines Poland ; HAL Aerospace ; Mexico ; Suzhou ; Guiyang
- Airfoils Advanced Solutions - Rosult : coentreprise avec Air France Industries
- Ceramic Coating Center - Châtellerault : coentreprise avec MTU Aero Engines
- Fabrications Mécaniques de l'Atlantique (FAMAT) - Saint-Nazaire : coentreprise avec GE Aviation
- CFAN - San Marcos : coentreprise avec GE Aviation
- CFM International : coentreprise avec GE Aviation
  - CFM Materials - Grand Prairie
  - Shannon Engine Support (SES) - Shannon
- Lisi Aerospace Creuzet Polska - Sędziszów Małopolski : coentreprise avec Lisi Aerospace
- Europrop International - Munich : consortium
- Propulsion Technologies International (PTI) - Miramar : coentreprise avec GE Aviation
- Safran Aéro Composite - Commercy, Mexico, Rochester : filiale
- Smartec - Moscou, Samara : coentreprise avec UEC-Saturn
- Sichuan Services Aero Engine Maintenance Company (SSAMC) - Chengdu : coentreprise avec Air China
- Tarmac Aerosave - Tarbes : filiale
- VolgAero - Moscou : coentreprise avec UEC-Saturn